# Adetus
Adetus es un género de escarabajos de la familia Cerambycidae. Incluye alrededor de 80 especies distribuidas desde Norteamérica a Argentina.

## Especies
- A. aberrans Galileo & Martins, 2003
- A. abruptus  Belon, 1902
- A. alboapicalis  Breuning, 1943
- A. albosignatus  Breuning, 1943
- A. albovittatus  Breuning, 1966
- A. analis  (Haldeman, 1847)
- A. angustus  Melzer, 1934
- A. antennatus  (Thomson, 1868)
- A. atomarius  Belon, 1902
- A. bacillarius  Bates, 1885
- A. basalis  Martins & Galileo, 2010
- A. binotatus  (Thomson, 1868)
- A. brasiliensis  (Melzer, 1923)
- A. brousii  (Horn, 1880)
- A. cacapira  Martins & Galileo, 2005
- A. catemaco  Martins & Galileo, 2005
- A. cecamirim  Martins & Galileo, 2005
- A. clinei  Santos-Silva, Nascimento & Wappes, 2019
- A. columbianus  Breuning, 1948
- A. consors  Bates, 1885
- A. copei  Audureau, 2016
- A. costicollis  Bates, 1872
- A. croton  Heffern, Santos-Silva & Botero, 2019
- A. curtulus  Bates, 1885
- A. curupira  Galileo & Martins, 2006
- A. cylindricus  (Bates, 1866)
- A. differentis  Galileo, Martins & Nascimento, 2014
- A. fasciatus  Franz, 1959
- A. flavescens  Melzer, 1934
- A. furculicauda  (Bates, 1880)
- A. fuscoapicalis  Breuning, 1942
- A. fuscopunctatus  Aurivillius, 1900
- A. griseicauda  (Bates, 1872)
- A. herrerae  Santos-Silva & Galileo, 2016
- A. inca  Martins & Galileo, 2005
- A. insularis  Breuning, 1940
- A. jacareacanga  Galileo & Martins, 2004
- A. lewisi  Linsley & Chemsak, 1985
- A. lherminieri  Fleutiaux & Sallé, 1889
- A. lineatus  Martins & Galileo, 2003
- A. linsleyi  Martins & Galileo, 2003
- A. longicauda  (Bates, 1880)
- A. longipennis  Audureau, 2016
- A. marmoratus  Breuning, 1942
- A. minimus  Breuning, 1942
- A. mirabilis  Martins, Galileo & Santos-Silva, 2015
- A. modestus  Melzer, 1934
- A. monteverdensis  Santos-Silva, Nascimento & Wappes, 2019
- A. mucoreus  Bates, 1885
- A. multifasciatus  Martins & Galileo, 2003
- A. nanus  (Fairmaire & Germain, 1859)
- A. nesiotes  Linsley & Chemsak, 1966
- A. obliquatus  Breuning, 1948
- A. obliquus  (Bates, 1885)
- A. pacaruaia  Martins & Galileo, 2003
- A. pictoides  Breuning, 1973
- A. pictus  Bates, 1880
- A. pinima  Martins & Galileo, 2003
- A. pisciformis  (Thomson, 1868)
- A. postilenatus  Bates, 1885
- A. praeustus  (Thomson, 1868)
- A. proximus  Breuning, 1940
- A. pseudobacillarius  Santos-Silva, Nascimento & Wappes, 2019
- A. pulchellus  (Thomson, 1868)
- A. punctatus  (Thomson, 1868)
- A. punctiger  (Pascoe, 1866)
- A. pusillus  (Fairmaire & Germain, 1859)
- A. salvadorensis  Franz, 1954
- A. similis  Bruch, 1939
- A. sordidus  (Bates, 1866)
- A. spinipennis  Breuning, 1971
- A. stellatus  Martins & Galileo, 2008
- A. stramentosus  Breuning, 1940
- A. striatopunctatus  Breuning, 1940
- A. subcostatus  Aurivillius, 1900
- A. subellipticus  Bates, 1880
- A. tayronus  Galileo & Martins, 2003
- A. tibialis  Breuning, 1943
- A. trinidadensis  Breuning, 1955
- A. truncatipennis  Melzer, 1934
- A. validus  (Thomson, 1868)
- A. vanduzeei  Linsley, 1934
- A. x-fasciatus  Santos-Silva, Nascimento & Wappes, 2019